# Рајдинг маунтин (национални парк)
Рајдинг маунтин један је од многобројних националних паркова Канаде који се налази у покрајини Манитоба. Парк, лоциран у преријском крајолику Паркланда у коме доминира пољопривредно земљиште, својим контрастом даје посебну лепоту овој руралној области, изузетно очуваним екосистемом, резерватом животиња, бројним пашњацима, брдовитим пределима, језерима, и листопадним шумама. Парк је „дом” вукова, муса, лоса, црних медведа, стотине врста птица, безброј инсеката и заточених стада бизона. Рајдинг маунтин не представља само један део моћног природног окружења канадског Запада - већ и убедљиву снагу - која је обликовала не само географију непрегледне преријске равнице Манитобе, већ и ток њене историје и искуство бројних генерација људи који су живели, живе и путују кроз овај природни простор.
Полазећи од ових вредности оснивање националног парка Рајдинг маунтин 1929. године имало је за циљ да се обезбеди заштита екосистема овог величанственог природног подручја, које се простире на 2.969 km², од радикалних промена екосистема изражених на околном пољопривредном земљишту и у економски развијеним подручјима. Оснвивање парке такође је требало да обезбеди правилно газдовање и управљање његовим ресурсима, а код посетилаца створи свест и потребу да разумеју, цене, и уживају у лепотама парка, на начин који не доводи у питање његов интегритет и девастирање.

## Оснивање и статус
Предлог да се у источној Манитоби оснује национални парк природе први пут је покренут 1919. године. Тада је за национални парк у Манитоби предложена други локалитета од садашњег, подручје у близини реке Вајтшел. Међутим предлог је убрзо пао у заборав све до 1927. година, када је један члан Парламента за руралну општину Спрингфилд, примио писмено предлог од службе Националних паркова Канаде да у источној Манитоби треба основати Национални парк природе. Како нису сви предлагачи у Парламенту Манитобе нису били за то да се парк оснује на подручју реке Вајтшел, преовладао је предлог служби из руралних општина Манитобе да се национални парк оснује у области шума и резервата Рајдинг маунтин, са образложењем да је ова област приступачнија систему аутопутева, да је ближа градовима Паркланда и да и у њему живи једно од највећих крда бизона у Канади.
После вишемесечног већања, и коначне одлуке Владе Манитоба да ова покрајина може имати само један национални парк, наложено је да се на основу процене од стране стручне комисије у оба подручја донесе одговарјућа одлука. Комисија је одлучила да комплексу шума и резервату Рајдинг маунтин треба дати предност у односу на подручје Вајтшел, али да се из парка треба изузети 180 km² у обласи језера Кри лејк, што је на захтев локалних општина одбијено) уз образложење да цело подручје око Рајдинг маунтина треба да постане национални парк, „јер је ово подручје острво дивљине окружено морем пољопривредног земљишта”.
Тако је коначно 1929. године Рајдинг маунтин проглашен за национални парк и 26. јула 1933., свечано отворен, на основу Закона о националним парковима Канаде из 1930. године, у коме између осталог стоји:
...Паркови су посвећени народу Канаде да их користе за образовање и уживање...и треба да се одржавају и користе на начин како би остали необезвређени за уживање будућим генерацијама.
Године 1986. Организација Уједињених нација за просвету, науку и културу (УНЕСКО) означила је Национални парк Рајдинг маунтин и околно подручје као резерват биосфере, у оквиру свог програма „Човек и биосфера”. Тако је он постао један од 621 резервата биосфере (BRs) у 117 земаља широм света, и један од 16 који се налазе у Канади.

## Положај и пространство
Национални парк Рајдинг маунтин се налази у југо-западном делу покрајине Манитоба, у близини географског центра Канаде, на 20 km јужно од највећег града Паркланда, Дофена. Његов средишњи део удаљен је 140 mi (230 km) северозападно од Винипега, 57 mi (92 km) северно од Брендона, и 102 mi (164 km) северно од међународне границе Канаде са САД. Већина земљишта који окружује планинску област парка је, равничарско и претежно је намењено пољопривреди.
Локацијске координате парка су око 50°N северно и 100°W. Укупна површина биосфере Рајдинг маунтин НП је 1331.8 ft², са централном зоном од 270.8 ft², тампон зоном од 26.8 ft² и прелазном зоном од 1034.2 ft². Административно гледано, централна зона НПРМ је федерално уређена; транзиционом зоном управља укупно 12 општина (од 1. јануара 2015. године) које владају у околни националног парка Рајдинг маунтин.

## Географске карактеристике
Рајдин маунтин је настао као одрон стеновите масе или блока, који се одвојио од залеђа и сурвао у његово подножје. Зато се, геоморфолошки гледано за Рајдин маунтин може се рећи да је настао тако што су се седиментне стене које су биле теже од околног кречњака колувијалним процесом, тј. наглим откидањем и стропоштавањем стенске масе спустле низ стрме падине планинске области - која се протеже од Паркланда све до северног Саскачевана, где је формирана сличне брдска област.
Иако је највећа висина Рајдин маунтинa 756 метара, гледано у односу на њене највише ободне делове на североисточној страни, и равницу (прерију) које је окружује са свих страна, она делује као висока планина.
Парк карактерише разноликост пејзажа: зимзелене и листопадне шуме, таласасто земљиште, долине, језера и потоци. Као планински плато у центру Северне Америке, парк је раскрсница где се прерија, и северна област листопадних облика живота и станишта меша.
Манитоба је познат и по хиљадама „преријских јама” - језера свих димензија која су остала након повлачења глечера. Оне су сада уточиште воденог света, риба, птица и инсеката. Рајдин маунтин парк данас је једно од ретких места са настањеним деловима у Манитоби, где није извршено одводњавање „преријских јама” и орање њиховог пода.

### Клима
Због нешто веће надморске висине и северно континенталне локације парка, клима се одликује великим осцилацијама, карактеристичним за континенталну климу канадских прерија. Лета су топла због преовлађујуће ваздушне масе са југа и југозапада. Зиме се одликују хладним фронтовима који се селе са севера и северозапада. На простору Манитоба одрона, на турбуленцију ваздушних маса утиче мноштво језера и других мочваринх терена, које доприноси повећању конвективних облака и пљускова у летњим месецима.
Просечно трајање вегетације (од просечног датума сетве до просечног датума првог мраза) је 72 дана. Значајно је изражена варијабилност у трајању вегетационог периода који се у 21. веку у парку мења се из године у годину.
Језера и потоци, обично се заледе почетком новембра, а стални снег може пасти чак и раније. Зима је прилично уједначено хладно. Пролеће које почиње у априлу значајно касни у односу на равничарски део области Паркланда. Летња сезона је од средине јуна до краја августа. Јесењи месеци су можда најпријатнији део године, са умереним температурама, и природом ослобођеном од штеточина.
Средња годишња количина падавина је 47,6 cm. Лето које обично кратко траје, карактерише се релативно честим олујним падавинама, у јуну, јулу и августу. Највише снега јавља у децембру и марту, а зима има тенденцју дужег трајања. Изузетно хладни дани се обично јављају у јануару или фебруару, са просечном температуром од - 13.8 до - 27.3 °C. Најтоплији дани су у јулу, када је просечна температура око 17,3 °C, а повремено у појединим подручјима и до 32,3 °C. Средње дневне максималне и минималне температуре у јул су 8,3 и 23,9 °C. Без обзира на јако топле летње дане, ноћи су увек пријатне.
У парку као и на простору Јужне Манитобе и југоисточног Саскачевана дувају претежно два ветра, северозападни и југоисточни. Међути ово ветрови су мање снаге од оних у руралним подручјима око парка. Ово је последица већих фрикционих утицаја, на струјање ваздуха, таласастог терена и шумског покривача. У принципу, парк има значајну варијацију у средњој брзине ветра из месеца у месец и из једног правца у други. У децембру, јануару и фебруару брзина ветра је најмања. У овим месецима, међутим, повремени јак ветар може ограничити путовање било које врсте кроз парк јер може бити веома опасан.

## Становништво
На ширем простору Резервата биосфере Рајдинг маунтин живи 29.758 становника (према попису становништва Канаде из 2011 године), са просечном густином насељеностри од 2,8 особа по квадратном километру. У области која је у непосредној надлежности Националног парка Рајдинг маунтин густина насељености је 2,2 становника по квадратном километру.

## Језера
| - Audy Lake - Baldy Lake - Bob Hill Lake | - Clear Lake - Grayling Lake - Guun Lake | - Long Lake - Katherine Lake - Kinosao Lake | - Moon Lake - Muskrat Lake - South Lake | - Taner Lake - Tison Lake - Whietewater Lake | - Whiripool Lake - Deep Lake |

## Фауна и флора
Када су Паркланду формирани први паркови природе 1929. године, мало се знало о дивљим животиња, или су базе података о фауни биле непотпуне. Већина доступних информација односило се на крупну дивљач и сисара са крзном. Прелимлнари орнитолошка истраживања започета су од стране Ангуса Шорта и Ричарда Сатона, у 1938. и 1939. години. Свеобухватна истраживања фауне Паркланда настављена су од 1940. до 1946. године, према извештају Министарство унутрашњих послова у Отави, које је дало дозволу за њихово спровођење. Евиденција која је касније консолидована и обједињена са осталим доступним подацима данас се налази у Народном музеју у Отави.
Мада је последњих 200 година дошло до драматичног смањења дивљачи у већем делу Северне Америке, здраве популације биљака и животиња и даље су присутне на простору националниог парка Рајдинг маунтин, у којима данас живи 669 врста биљака, 20.000 врста инсеката и паукова, већи број врста риба, 16 врста водоземаца и гмизаваца, 233 врсте птица и 60 различитих врста сисара, укључујући људе. Парку се такође може похвалити чињеницом да је станиште једне од највећих популација црних медведа у Северној Америци, као и стаништем око 40 бизона (према подацима из 2016 године), првобитно увезених из Алберте 1931. године.
Специфични, геолошки, географски и климатски услови значајно су утицали да се у парку формирају различита станишта са изненађујуће великим бројем различитих врста фауне и флоре. Парк је познат по специфичном дивљем цвећу и широком спектру друге јединствене вегетације, која у већини случајева не постоји нигде другде у преријским регионима Канаде.

### Фауна
На западу парка, ивица одрона постепено прелази у благо таласасти крајолик са планинским пропланцима, на којима преовладавају бројне биљне и животињске заједнице. Велики крда јелена окупљају са на ливадама а чопори вукова у околним шумама. Рис и пума насељавају шуме, орлови и орлови рибари гнезде се дуж потока и језера.
Еспен паркленд је изузетно добро станишта за дивље животиње као што су; белорепи јелен, којот, зец и веверица. У прошлости, огромна крда бизона кретала су у еспен зоном, сада их има око 40. Од великих сисара, поред бизона у парку живе; црних медведа (који може тежити до 400 килограма), лос (мус), јелен и вук.
У парку има тренутно око 3.500 дрвених брана које је изградило преко 18.000 даброва. Таква експлозија популације даброва, ствара проблеме, јер њихове бране спречавају мрешћење рибе у неким областима парка.
У парку постоји најмање 260 врста птица, укључујући и велику лапонску сову.
На десетине „преријских јама” је станиште најгушћег узгоја првих патака у Северној Америци, посебно; particularly mallards, shovellers и pintails.
У пролеће шумама и пашњацима парка одјекује симфонија песама птицa које траже пријатеље и територију на којој ће да подигну своје младе.
| Р.бр. | Назив          | Слика | Опис |
| ----- | -------------- | ----- | --- |
| 1.    | Мус            |       | Мус је један од симбол канадских шума, кога има у велеиком броју у НПРМ. Мус најчешће може бити примећен током јесени и у зимским месецима, дуж аутопута 10, а посебно у области језера Мун. Њихова популација у парку процјењује са на 3.000 животиња. |
| 2.    | Вук            |       | Популација вукова у парку процењује на број од 70 до 100 животиња. Мада се већина људи боји вукова, ова створења се плаше човека и најчешће га избегавају. Највше их има дуж аутопута 19 и на подручју језера Еди.                                      |
| 3.    | Рис            |       | Рис је добро прилагођен интензивним зимамама у НПРМ. Он има велика, округла стопала и може да шири своје прсте у меком снегу. Највише их има дуж аутопута 19, где им је досупна омиљена храна - зец кога има у изобиљу.                                 |
| 4.    | Јелен          |       | Јелен је присутана широм НПРМ а највише на простору еспен паркланда и у мешовитим листопадним шумама, где се најчешће и може уочити ове животиње у парку. Популација јелана у НПРМ је тренутно стабилан, и процењује се на 1.800 животиња.              |
| 5.    | Куна риболовац |       | Ова врста из породице северноамаричких куна поново се појаваила у НПРМ пре нешто више од 20 година. Најчешће се може видети како прелази преко путева и стаза.                                                                                          |
| 6.    | Америчка куна  |       | Ова врста из породице амаричких куна поново се појавила у НПРМ пре нешто више од 20 година. Величине је мачке. Најчешће се може видети како прелази преко путева и стаза.                                                                               |
| 7.    | Видра          |       | Видра, која је пре оснивања НПРМ претходно истребљена, последњих десетину година поново се вратио у ову област. Може се видети дуж речица и потока у РМНП - мада се никад не зна где ће се појавити!                                                    |
| 8.    | Лисица         |       | Лисица, се у НПРМ може видети дуж путева - мада се никад не зна где ће се појавити! |

| Р.бр. | Назив         | Слика | Опис |
| ----- | ------------- | ----- | --- |
| 1.    | Лапонска сова |       | Лапонска сова - покрајински птица Манитобе, једна је од ретких дневним сова, која се лако може уочити, дуж аутопуту 10 између Васагаминга и Кри лејка. Посеује изузетне ловачке вештине, користећи своју одличну слух да лоцира и ухвати плен чак и испод снега дубоког 45 cm.                                        |
| 2.    | Гавран        |       | Гаврани се у НПРМ најбоље могу уочити током зиме. Када све друге птице одлете у топлије крајеве, гаврана, заједно са јој око још тридесетак врста, проводи дугу хладну зиму у НПРМ. Они се хране отпацима хране након обеда вукова и којота.                                                                          |
| 3.    | Сиви брбљивац |       | Сиви брбљивац је један од омиљени зимски птица. Иако је становник НПРМ током целе године, њене активности су израженије у зимској сезоним јер је добро прилагођена животу у зимским условима. Женка која се гнезди крајем зиме, складишти храну током целе зиме какао би њом хранити своје младе након што се излегу. |

### Флора
У парку су присутне три карактеристичне ареала вегетације, које нису засебне целине већ се међусобно преплићу. У јужном делу еспен паркленда (екорегиону или великој транзиционој области између јужног топлијег подручја прерије и северних шума), који се једним делом простире и кроз Национална парка Рајдинг маунтин, доминирају неравни вијугави пашњаци и шумарци дуж источне обале језера Ади. Граница еспен паркленда је зона мешовитих шума која се састоје од различитих комбинација четинара (беле смрче и јеле) и листопадног дрвећа (бела бреза, брест, јавор и топола).
И док је врло мали број листопадног дрвећа сачуван у јужној Манитоби, због масовног крчења шума и претварања у пољопривредно земљиште, у парку Рајдинг маунтин могу се видети богати остатци некада комплексне еколошке зоне Манитобе. У парковским шумама, доминирају; вегетација лозе, бобичасто жбуње, гљива и цвеће, које је на врхунцу своје лепоте и окружено преријском травом у јуну и јулу. Области које се претежно прекривене северним шумама, и налазе се на крајњем северу овог природног региона, јављају се као наизглед бескрајне низови црне смрче између становитих предела, и слабо дренираног земљишта. Комбинација биљних заједница са препознатљивим облицима одрона земљишта, у парку Рајдинг маунтин, чини ова канадска станишта јединственим у свету.

## Историја
Први становници на простору парка
Историја насељавања подручја Рајдинг маунтин започела је у праисторији, пре око 10.000 година, када су на овом простори настале прве људске насеобине. Сурова и оштра клима, са екстремним годишњим добима и изузетно ниским температурама и обилним снежним падавинам у зимском периоду, захтевала је од првих становника упорност и способност у прилагођавању таквим условима живота, што је било награђено од стране паркланднске прерије, плодним тлом и обилним жетвама и животним простором богатим природним лепотама и бројним ресурсима.
Недавна археолошка истраживања о становања, риболов, лов, алат и грнчарије и сахранама умрлих указују на то да су Абориџини насељавали подручје Рајдинг маунтин најмање 6000 година уназад. У скоријој историји Анишинабе народ мигрирао је из источних региона Канаде и насељавао подручје Рајдинг маунтин, које је раније било дом Накота народа.
Колонизација парка у Средњем и Новом веку
Први становници који су у Средњем веку настанили ово подручје били су Европљани, који су у ове крајеве стигли на почетку 18. века. Наиме између 1731. и 1749. године Пјер Верендрие и његови синови истраживачи и трговци први су стигли на простор око Рајдинг маунтина. Постају су основали поред језера Дофен 1741. и убрзо за њима дошла је и компанија Хадсон беј. Они су се углавном бавили ловом и трговином крзна, па су као и староседоци који су на овом простору живе хиљадама година, опстали захваљујући лову бизона којих је било на стотине хиљада (у великим стадима) и друге дивљачи, риболову, на наизглед безбројним језерима, и исхрани богатој рибизлама, корењу и лековитим биљкама. До 1800-их, планини је била окружена њивама са богат жетвом, са ве већи број крзна са овог подручја извожен је у далеке земље. Као резултат 150 година експлоатације дивљачи, популација крзнаша је знатно смањени. Врста као што су видре, куне, рибе и ждераваци нестали су у потпуности.
Након изградње Пацифичке железнице до Брандона 1881, досељеници из источне Канаде, Европе и САД, све више су насељавали равницо око планинског подручја. Ова насеља користла су шуме са планина као извор грађе за изградњу, пруга, и као огревно дрво, а месо дивљих животиња као да допуну залиха хране.
Оснивање парка
Потреба за очување природних ресурса је схваћена је пред кај 19. века, када је у планинским пределима ограничена сеча шума, али је подручје и даље било познат по лову. Служба за заштиту шумама увела је систем за издавања дозвола и закуп земљишта и изградњу викендице 1925. године.
Коначно 30. маја 1930, основан је Национални парк Рајдинг маунтин, који је званично отворен 26. јула 1933. године. На бронзаној плакети, на споменику на главној плажи плажи Кри лејка, у знак сећања на овај догађај стоји:
Овај споменик обележава званично отварање Националног парка Рајдинг маунтин, површине посвећене народу Канаде да  је користи за образовање и уживање.
У време оснивања Националног парка становници Прве нације су 1930. године неправедно уклоњени из парка; земља им је враћена 1991. године након што је покренут колективни захтев за повраћај земљишта. Данас постоји неколико заједница Прве нације које живе широм парка.
Парк у периоду Велике кризе
Током велике кризе, која је трајала између 1928. и 1939. године, Канадска влада је у Националном парку Рајдинг маунтин основала велики радни камп. У том периоду у парку је изграђено 86 објеката у којима посетиоци и данас уживају. Међу њима је и источни улаз у парк који је 1992. године проглашен за Националну и историјску знаменитост Канаде.
Затворенички логор у парку
За време Другог светског рата у лето 1943. у парку је изграђен логор за Немачке војнике. До октобра у њему је било 450 затвореника (заробљени у Северној Африци), од укупно 31.000 колико их је било у Канади. Од инфраструктуре логор је имао петнаест барака, укључујући и пет санатарних чворова (са комплетним тоалетима и купатилом), административне објекте и канцеларије, велику кухињу са трпезаријом, продавницу, малу болницу, гаражу, ковачницу, електрану, машинску радионицу и штала за коње. Према писању Винипег Преса, (1943); „био је то највећи радни камп изграђен у Канади за смештај затвореника и ... у коме су затвореници коришћени за производњу огревног дрвета.”
Када је средином 1944. године логор преузет од стране Одељења за рад број логораша је смањен на око 200. Бројно стање у логору се и наредних месеци стално смањивало како су ратни заробљеници премештани на друге пројекте и како се потреба за огревним дрветом смањивала. Када је производња огревног дрвета престала 31. март 1945. године, преостали заробљеници су током лета позајмљени локалним пољопривредницима за радове у прерији. Логор је затворен 1. септембра 1945. године, и убрзо срушен, остављајући мало трагова иза себе.

## Угроженост екосистема парка
Карактер националног парка Рајдинг маунтин дефинисан је његовим екосистемом - динамичком интеракцијом аутохтоних врста и природних процеса. Очувања природне и оптималног стање у парку захтева непрекидно одржавање интегритета сваког екосистема понаособ.
Врсте и тежина угрожености
Током протеклих 150 година клима је јако варирала. Вегетације је по одређеним обрасцима одговорили својим променама. Повремене оштре зиме, одиграли су своју улогу у обликовању екосистема. Број животиња, све је више погођен климатским условима који данас преовладавају.
Еколошки интегритет парка непрекидно је угрожен од стране различитих људских утицаја, као што су развој, пожари, увођење неаутохтоних биљака, фрагментација станишта и други људски „сукоби“ са дивљином, међу које спадају (као највећих опасности) проширење путног система и и интензивирање рекреативних активности.
Недавно спроведено испитивање препоручиоло је промене у рекреативном и урбаном развоју појединих локалитета у парку који би поново обновиле неке од губитка станишта у овом екорегиону на дужи рок.
У том циљу Паркови Канаде непрекидно изводе низ акција како би се обновили нарушени екосистеми и одржао еколошки интегритет у националном парку Рајдинг маунтин. Покушаји заштите екосистема су посебно усмерени на путеве који пролазе кроз парк, у циљу смањења саобраћајних несрећа и спречавања удеса у контакту са дивљим животињама.

## Информације за туристе
Дозволу за боравак у националном парку Рајдинг маунтин је обавезна и туристичка карта је уобичајена током летњих месеци. Дозволе нису потребне за вожњу (транзит) кроз парк без заустављања.
Атракцивност и приступачност националних паркова Рајдинг маунтин створила је својеврстан заштитни знак (бренд) Манитобе, који до данашњег дана привлачи многе туристе из целога света. Са друге стране, постоје многе обележене пешачких и бициклистичких стаз, којима се свакодневно крећу одважнији туристи. Шетачи се морају врло опрезно кретати стазама поред језера богатима лососима, због могућих блиски сусрет са мрким медведима и другим животињама.
У парку су грађени хотели, голф и други спортски терени, игралишта за децу, ергеле коња, трговине са сувенирима, ресторани, продавнице спортске опреме.
Остале туристичке атракције укључују купање и вожњу чамцем и малим бродићима ресторанима по језеру од којих је најпосећеније: Клир лејк (енгл. Clear Lake)
Захваљујући Гуглу и Националним парковима Канаде све локације у парку Рајдинг маунтин доступне су туристима у онлајн варијанти. Захваљујући овом пројекту сви, почев од оних који планирају годишњи одмор, па до наставника који планирају часове наставе у природи, могу да се лакше и брже упознају са изузетним местима и пределима којима се карактерише овај национални парк. Виртуелном туристи доступне су уличице насеља, путеви, унутрашњост и спољашњост историјске знаменитости, као и стазе и предели који красе природу овог заштићеног парка и његове околине.